# Reserva índia
|  | Per a altres significats, vegeu «reserva índia (Canadà)». |

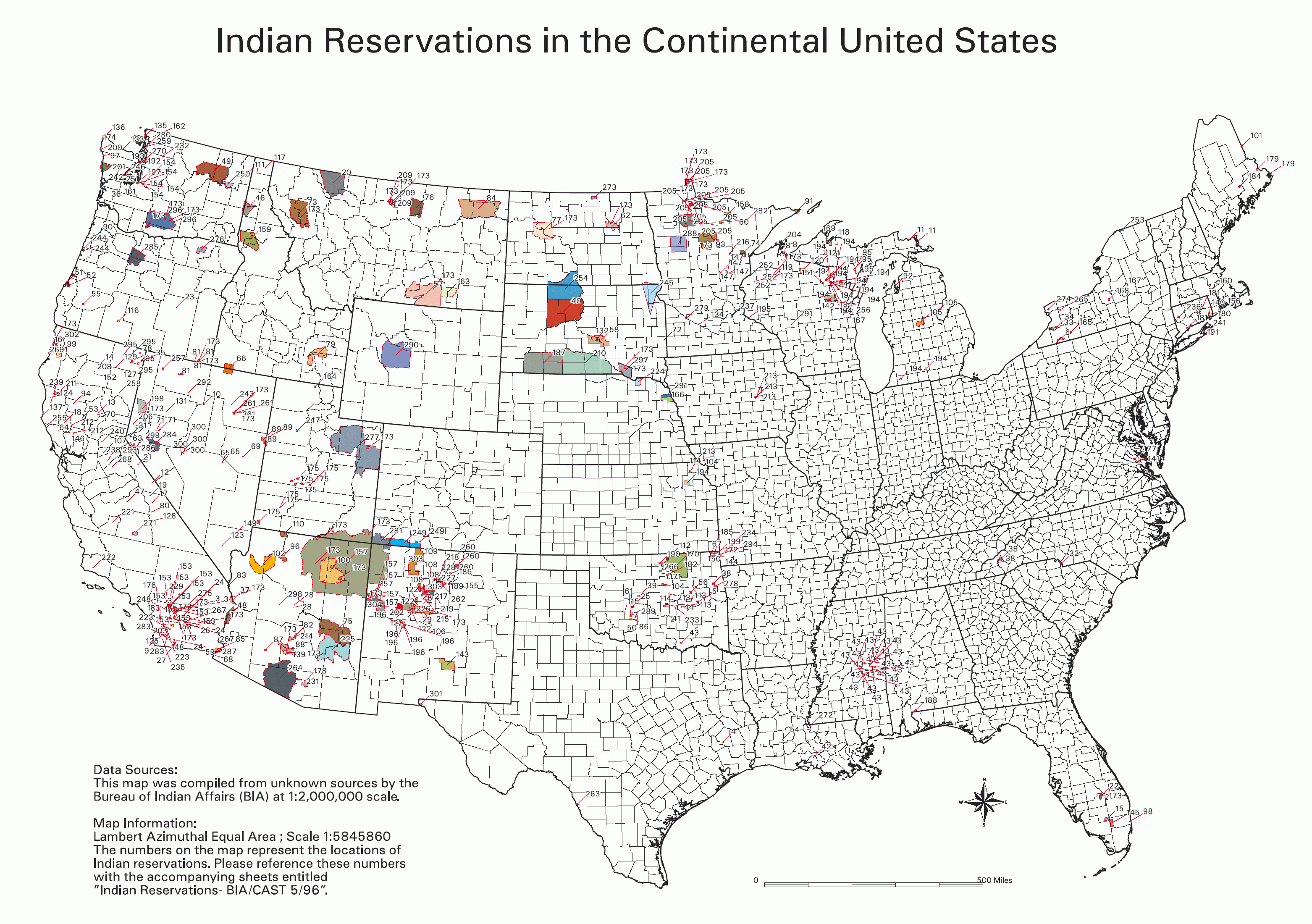
Mapa de les reserves índies als EUA.

Les reserves índies són territoris dels EUA i del Canadà que encara actualment es troben sota sobirania limitada de les tribus ameríndies, els quals hi poden, entre altres activitats, obrir casinos i locals de joc, activitats prohibides a molts estats. Pel que fa als dels EUA, la gran majoria són considerades servant nations (nacions domèstiques) i la seva administració és encarregada al Ministeri d'Interior mitjançant el Bureau of Indian Affairs (BIA).

## Reserves als EUA
Es calcula que el territori de les reserves federals als EUA sumava 365.000 km² (el 4% del territori dels EUA). La BIA ha dividit l'administració de les reserves en 11 agències. Les zones funcionen com a mitjancers entre l'indi i la BIA, però sovint manquen cooperació i diners. Cada zona es divideix en agències, una per cada tribu gran, i les petites s'agrupen en una de general, com l'Agència Everett per als Puget Sound Salish. L'agència s'encarrega de distribuir les racions, nomenar interlocutors i la policia indígena, tots els serveis llevat els mèdics.

## Minneapolis
Comprèn les reserves dels estats de:

### Minnesota
El territori de reserves a Minnesota comprèn 779.138 acres tribals més 50.338 acres individuals, dividits en 14 reserves:
- Els chippewa, a les de White Earth, Red Lake, Leech Lake, Net Lake, Fond du Lac, Mille Lacs, Grand Portage i Bois Forte.
- Els santee i mdekanton sioux, a les d'Upper Sioux, Lower Sioux, Prairie Island i Shakopee.

### Wisconsin
El territori de les reserves a Wisconsin comprèn 338.097 acres tribals més 80.345 acres individuals, dividits en 11 reserves:
- Els anishinaabemowin les reserves Lac du Flambeau, Lac Court Oreilles, Red Cliff, Sokoagon, Bad River i Sainte Croix
- Els winnebago, la reserva Ho Chunk.
- Els menominee, els potawatomi i els oneida tenen la seva pròpia reserva.
- La reserva Stockbridge, on hi viuen la fracció munsee dels lenape i els mahican.

### Michigan
El territori de les reserves a Michigan comprèn 14.411 acres per tribu més 9.276 acres individuals, dividits en 8 reserves:
- Els anishinaabemowin, les reserves Isabella, Walpole, Keweenaw Bay i Lumbermen's Mon amb els ottawa
- Els potawatomi a Dutch Village i els ottawa a Bay Mills.

### Iowa
A Iowa només hi ha 3.500 acres de la reserva Mesquakie de Tama County, pertanyent als sauk i fox.

## Aberdeen
Comprèn les reserves dels estats de:

### Dakota del Nord
El territori de les reserves de Dakota del Nord comprèn 214.006 acres per tribu més 627.289 acres individuals, dividides en tres reserves: 
- Fort Totten, per als sioux teton.
- Fort Belknap, per a les Tres Tribus Federades mandan, hidatsa i arikara.
- Turtle Mountain, per als anishinaabemowin.

### Dakota del Sud
El territori de les reserves de Dakota del Sud comprèn 2.399.531 acres per tribu més 2.121.188 acres invididuals. En total, 5.024 km² dels indis i 24.114 km² més en mans de la BIA. Són dividits en vuit reserves en mans dels diverses faccions dels sioux teton: Standing Rock, Cheyenne River, Lower Brulé, Pine Ridge, Rosebud, Sisseton-Wahpeton, Yankton i Crow Creek.

### Nebraska
El territori de les reserves de Nebraska comprèn 21.742 acres per tribu més 43.208 acres individuals, dividits entre tres reserves:
- Santee Sioux, per als sioux santee.
- Winnebago per als winnebago, ponca.
- Omaha, compartida per omaha i pawnee.

## Billings
Comprèn les reserves dels estats de:

### Montana
El territori de les reserves de Montana comprèn 2.663.385 acres per tribu més 2.911.450 acres individuals, dividits en set reserves:
- Les reserves Blackfoot, Crow i North Cheyenne, per a les tribus respectives.
- La reserva índia Flathead, per als bitterroot salish, pend d'oreille i kutenai.
- La reserva Fort Belknap, per als atsina i assiniboines.
- La reserva Fort Peck, per a assiniboines i sioux yanktonai.
- La reserva de Rocky Boys, per a anishinaabemowin i cree.

### Wyoming
El territori de les reserves de Wyoming amb 1.598.075 acres tribals i 101.537 més individuals, que suposen uns 7.500 kilòmetres quadrats. Només hi ha una reserva, la de Wind River, i hi viuen arapaho, xoixon wind river i alguns xeienes.

## Muskogee
Aquesta agència gestiona les terres de les cinc tribus civilitzades d'Oklahoma: creek, choctaws, chickasaw, cherokee i seminola.

## Andarko
Creada per a la resta de les tribus d'Oklahoma, amb 96.839 acres per tribu més 1.005.165 acres individuals repartits entre les reserves Osage i Fort Sill, on encara hi viuen alguns kiowa, comanxe, xeiene i arapaho. També se li han adscrit les reserves de Kansas, on hi ha hi ha 7.219 acres per tribu i 23.763 acres individuals, dividits en quatre reserves (potawatomi, kickapoo, iowa i mesquakie. Més tard hi adscriviren els choctaw de Mississipi.

## Alburquerque
Creada per a les tribus de Nou Mèxic, amb 7.119.982 acres per tribu més 621.715 acres individuals. Hi ha 25 reserves:
- Les diferents fraccions apatxe hi tenen les reserves Mescalero i Jicarilla.
- Els navahos tenen la seva pròpia reserva i la de Ramah.
- Les diferents nacions pueblo hi tenen les reserves Zia, Tesuque, Taos, Santo Domingo, Santa Clara, San Juan, San Ildefonso, San Felipe, Sandia, Pojoaque, Picuris, Nambe, Laguna, Jemez, Isleta, Cochiti, Acoma i Zuni.

## Phoenix
Creada per a les tribus d'Arizona, amb 79.590 km² de terra índia, corresponen 19.775.959 acres per tribu més 256.879 acres individuals, dividits en 23 reserves.
- Les reserves navaho (amb les sotreserves Alamo i Canoncito, hopi i apatxe (San Carlos, Fort Apache i Tonto amb els yavapai).
- Les reserves Pàpago, Ak Chin i San Xavier, Pasqua Yaqui, Kaibab (paiute) i dels pimes (Gila River i Salt River, amb els maricopes).
- Les reserves dels pobles quechan: Fort Yuma, Fort Mc Dowell, Cocopah, Havasapai, Hualapai, Yavapai, Colorado River, Camp Verde i Fort Mohave.

## Sacramento
Creada per a les tribus de Califòrnia, amb 520.049 acres per tribu més 66.769 acres tribals, repartits entre 96 reserves i ranxeries.
Entre les més importants, cal destacar les de Colorado River (amb part d'ella a Arizona), Hoopa Valley, Round Valley, Modoc, Pomo, Santa Isabel, Capitán Grande, Las Sierras, Tulare, Santa Rosa, Campo, Chemehuevi, Manzanita, Cuyapipe.
- Dels salinan, Quartz Valley, Redwood Valley, Ronnerville.
- Dels luiseño, La Posta, Los Coyotes, La Jolla (8.798 acres), Pala (12.333 acres), Pauma (5.826 acres), Pechanga, Rincón (3.918 acres), Soboba i Twenty-nine Palms.
- Dels paiute i xoixon, Bishop.
- Dels cahuilla, Torres Martínez, Morongo, Cabazon, Santa Rosa, Soboba (amb Luiseño), Augustine i Cahuilla.
- Dels yokut, Tacge, Table Mountain, Tule River i la ranchería de Santa Rosa.
- Dels chumash, la reserva Santa Ynez.

## Portland
Comprèn les reserves de:

### Washington
El territori de les reserves de Washington comprèn 2.250.731 acres tribals més 467.785 acres individuals, repartits entre 27 reserves. Podem distingir:
- Les reserves grans, com les Yakama, Spokane i Colville.
- Les reserves de Puget Sound, com les Makah, Hoh, Quileute, Quinault, Tulalip, Port Madison, Muckleshoot, Shoalwater, Port Samble, Swinomish, Jamestown Klallam, Squaxin Island, Squamish, Nisqually, Lower Elwah, Skokomish i Chehalis.

### Oregon
El territori de les reserves d'Oregon comprèn 660.367 acres tribals més 135.053 individuals, dividits en 7 reserves.
- La reserva Warm Springs, per a tenino, wasco, walla walla, north paiute i snake.
- La reserva Umatilla, per als umatilla, cayuses i altres.
- La reserva de Gande Ronde, per als kalapuya, molala i altres tribus menors,.
- La reserva Klamath, per a klamaths i modoc.
- La reserva Burns.

### Idaho
El territori de les reserves d'Idaho comprèn 464.077 acres per tribu més 327.301 acres individuals, dividits en quatre reserves:
- La reserva Nez Percé
- La reserva Coeur d'Alene
- Les reserves de Fort Hall i Duck Valley, per als xoixon, bannock i paiute.

## Juneau
Fou creada per a les reserves d'Alaska, tant inuit i aleut com ameríndies, amb 86.773 acres per tribu més 1.265.432 acres individuals, dividits entre la reserva Unalakleet i els terres individuals inuit.

## Washington DC
Creada per als indis de l'Est del Mississippi, com els seminola de Florida i l'Easter Band Cherokee de Carolina del Nord.

## Tribus no federals
Hi ha tribus, però, que no depenen de la BIA, sinó dels Estats als quals resideixen, com els tigua d'El Paso, adscrits a l'Estat de Texas, i les tribus de la Confederació Iroquesa, que depenen del de Nova York.